# Åke Brodin
Tor Åke Hilding Brodin, född 10 april 1902 i Sunne, död 22 oktober 1993 i Stockholms domkyrkoförsamling, Stockholm, var en svensk skådespelare och operettsångare.

## Biografi
Efter teaterstudier i Stockholm och Wien scendebuterade Brodin 1931 på Odéonteatern i rollen som Koltay i operetten Viktorias husar och han blev kvar på teatern till 1933. Åren 1934–1936 och 1939–1941 var han engagerad på Vasa Teater och däremellan på teatrar i Stockholm.
Han är begravd på Kumla kyrkogård. Brodin gifte sig 1933 med Elsa Maria Öhrnell (1907–1991).

## Filmografi
- 1933 – Kära släkten
- 1939 – Mot nya tider
- 1940 – Ett brott
- 1947 – Vår Herre tar semester
- 1949 – Boman får snurren
- 1968 – Markurells i Wadköping (TV-serie)
- 1969 – Konfrontation
- 1976 – I lust och nöd

## Teater

### Roller
| År   | Roll           | Produktion                                                                                   | Regi               | Teater                           |
| ---- | -------------- | -------------------------------------------------------------------------------------------- | ------------------ | -------------------------------- |
| 1932 |                | Blomman från Hawaii Paul Abraham, Alfred Grünwald och Fritz Löhner-Beda                      | Oskar Textorius    | Odeonteatern, Stockholm          |
| 1935 | Mr Clayton     | God dag – och adjö (Goodbye again) George Haight och Allan Scott                             | John Elfström      | Vasa Teater                      |
| 1936 | Medverkande    | Hm, sa greven, revy Kar de Mumma                                                             | Harry Roeck Hansen | Blancheteatern                   |
| 1936 |                | Den krokiga kniven (The Crooked Billet) Dion Titheradge                                      | Rafael Stenius     | Vasa Teater                      |
| 1936 | August Kuhbrot | Kusinen från Batavia (Der Vetter aus Dingsda) Eduard Künneke, Herman Haller och Fritz Oliven | Rafael Stenius     | Vasa Teater                      |
| 1937 |                | Axel i sjunde himlen Paul Morgan, Hans Schütz och Ralph Benatzky                             | Max Hansen         | Vasateatern                      |
| 1943 |                | Dixie Karl Farkas, Adolf Schütz och Michael Krasznay-Krausz                                  | Per Knutzon        | Helsingborgs stadsteater         |
| 1948 |                | Kiki Hans Myller                                                                             |                    | Hippodromen                      |
| 1948 |                | Susanne Hans Adler och Alexander Steinbrecher                                                | Sandro Malmquist   | Norrköping-Linköping stadsteater |